# Éric Saul
Pour les articles homonymes, voir Saul.
Éric Saul, né le 26 mai 1954 à Paris, est un pilote de vitesse moto français.

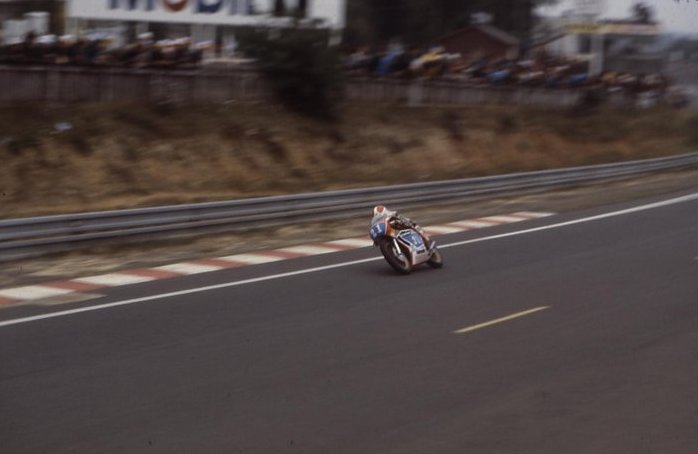
Eric en tête du Grand prix de France au Mans en 350 cm3

## Carrière

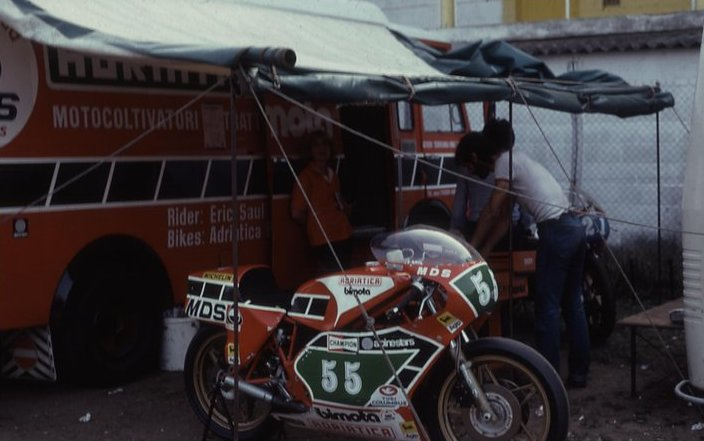
Team Bimota Adriatica 1979

Éric Saul commence la compétition moto en fin de saison 1973. Cette année-là, il s’essaye à la coupe des Quatre saisons pour la dernière épreuve qui a lieu à Magny-Cours sur une Suzuki 350 sans aucune préparation et termine 15e de la catégorie 500 cm3 ce qui lui donne envie de continuer.
En 1974, il démarre avec la Coupe des Quatre-Saisons dont il remporte 2 manches en 125 cm3 sur une Yamaha AS3 et en 500 cm3 sur Kawasaki alors que c’est une première sur le circuit de Croix-en-Ternois, c’était le 9 juin 1974. En 125 cm3 il gagne malgré l’état du moteur ; en effet, lors du contrôle technique il est retrouvé une importante masse de calamine dans ses cylindres au démontage, cette moto étant celle d'un copain qui travaille tous les jours avec et qui lui prête pour l'occasion. Cette même année, il s'engage aussi en Coupe Kawasaki et termine 11e au classement général. 
En 1975, avec seulement une année d'apprentissage il remporte la coupe Kawasaki devant des pilotes confirmés comme Christian Sarron, Boulom, Le Liard, Espié. Éric aurait dû être au guidon de la moto d'usine promise aux 1er et 2e de la coupe Kawasaki pour participer au Bol d'or mais l'organisateur retient finalement Christian Sarron. Il se contente donc de la Kawasaki 900Z offerte au vainqueur et s'empresse de l’échanger contre une Yamaha 350 TZ d'occasion achetée au magasin Jean Murit à Paris, son but est de se faire engager en Grand Prix moto. Cette Yamaha TZ est l'ex-moto de Jean-Paul Boinet, elle n'a quasiment pas servi et se trouve en très bon état.
Durant l'année 1976 il participe aux Bol d'or sur une Moto Guzzi engagée par Motobécane qui, malgré son statut de moto officielle, avait de gros problèmes de tenue de route. Le passage dans la courbe Dunlop la faisait louvoyer au point de devoir couper. De plus en termes de puissance elle ne pouvait faire face aux 4 cylindres japonais. Il chutera et se cassera une jambe ce qui va ralentir ses participations durant la saison. Il va aussi participer à des courses Inter en France et va finir 1er en 250 cm3 sur le circuit de Cognac et 2e en 750 cm3 sur le circuit Paul-Ricard derrière Christian Sarron.
En 1977, il dispose de 2 Yamaha TZ, 250 cm3 et 350 cm3. Sur les conseils de Bernard Fau, il va participer à des épreuves anglaises afin de se faire connaitre. Il va courir au mythique Tourist Trophy (TT) sur L'Île de Man et au post TT qu'il va gagner en 350 cm3 devant John Newbold et tout le gratin anglais. 
Les Anglais apprécient de voir des Français rouler au TT, il se fait remarquer et obtient son engagement pour courir au dernier Grand Prix de la saison, le Grand Prix d'Angleterre. Il court sur une Yamaha TZ d'origine préparée par ses soins. Le 14 août il dispute son premier Grand Prix sur le circuit de Silverstone en 250 cm3 sur sa Yamaha TZ complètement d'origine. 8e aux essai, durant la course il fait 3 tours en tête, réalise le record du tour (1 min 38,27s) et termine 3e de la course à seulement 5 secondes du 1er (Korg Ballington). La même année il participe aussi au Grand Prix de France au Castellet où il termine 11e. Avec deux courses cette même année il se classera 21e au classement général du championnat du monde.
Il court encore en Championnat Inter, il fait  2e en 350 cm3 sur le circuit de Cognac et 3e en 250 cm3 sur le circuit d'Avignon derrière Christian Sarron.
En 1978, il roule toujours sur Yamaha TZ, il est sponsorisé par Gilles Gaignault dont le carénage portait les initiales TEAM GGRT. Éric participe au premier Grand Prix de la saison qui se déroule au Venezuela. Les conditions sont difficiles à cause de la chaleur mais Éric finit 7e en 350 cm3 derrière Christian Sarron et Patrick Pons. Il gagnera aussi la course Inter en 350 cm3 sur le circuit de Bordeaux-Lac cette même année.
En 1979, il court sur Yamaha TZ. Il va signer une première ligne au Grand Prix d'Italie mais se casse le poignet durant la course, détruit la moto et casse son camion sur la route du retour. Voyant ça, Philippe Debarle, journaliste, va aider Éric en lui apprenant le départ de Randy Mamola de chez Bimota à la suite d'une dispute avec Morri, un des fondateurs de Bimota. Après quelques coups de téléphone il est engagé comme pilote d'usine Bimota dans le team Yamaha Adriatica en remplacement de Randy Mamola. Au guidon de la moto officielle, une Bimota YB3, il participe à beaucoup plus d'épreuves, il ne marque pas systématiquement des points mais termine les courses. En revanche il sera vainqueur de la 1re course sur cette moto lors du Championnat d'Italie à Misano où Éric réalise aussi le nouveau record du circuit à égalité avec Johnny Cecotto.
En 350 cm3 il réalise la pole position au Grand Prix d’Angleterre, fait le début de course en tête mais une casse mécanique met fin à ses espoirs de remporter son 1er Grand Prix. Il réalise aussi le record du tour au Grand Prix de France du Mans, course qu'il mènera jusqu'à ce que la pluie le fasse chuter. Il est régulièrement aux avant-postes et dans le top 10 à l'arrivée. Même si les résultats ne sont pas là il y a beaucoup d'espoir. Bimota décide de le reconduire pour la saison 1980 en tant que pilote officiel mais durant l'hiver le sponsor principal de Bimota, Adriatica fait faillite. Faute de moyens l’usine se disperse trop et ne se focalise pas sur son pilote officiel, Éric décide de quitter son statut de pilote d’usine pour reprendre sa route de pilote privé, Bimota ne pouvant plus lui assurer de courir dans des conditions acceptables.
En 1980 il est donc sans machine après la 1re course de ce début de saison où il se classe 5e en 250 cm3 sur une Bimota Harley Davidson et 7e en 350 cm3 sur la Yamaha Bimota. Le 6 avril 1980, son ami et pilote Olivier Chevallier se tue lors des essais sur le circuit du Paul Ricard. Encore une fois Philippe Debarle intervient et lui dit qu'Alain Chevallier veut continuer malgré le décès de son frère. Il le contacte alors, afin de savoir s'il était toujours décidé à continuer à faire rouler les motos qu'il a conçues pour Olivier. Alain lui demande de venir chez lui à La Prazerie et ils partent pour le Grand Prix d'Espagne. Éric finira 11e pour cette 1re sortie sur les motos Chevallier. La 2e sortie pour Éric sur ces nouvelles motos sera le Grand Prix de France sur le circuit Paul Ricard, Éric termine 3e de la catégorie 350 cm3 derrière Jon Ekerold et Johnny Cecotto, faisant plusieurs tours en tête, s'offrant même le luxe de les passer tous les deux d'un coup dans le virage du Beausset. Éric est souvent aux avant-postes, il termine régulièrement sur le podium en 250 cm3 (Assen) ou 350 cm3 (Silverstone) le classement au championnat du monde 1980 confirme son potentiel et le potentiel des Chevallier.
En 1981 il continue sur Chevallier qui ont quitté les couleurs Pernod pour devenir blanches et bleues aux couleurs du sponsor italien d’Éric l'écurie "Bastoni Conte of Florence". Bien que son classement au championnat du monde soit moins bon que l'année précédente il rencontre son premier succès en remportant le Grand Prix d'Italie en 250 cm3 le 10 mai 1981. Pas de chance pour lui car cette victoire passera inaperçue, le même jour la France ayant élu un nouveau président de la République, François Mitterrand, la presse ne consacrera rien à la moto. En gagnant ce Grand Prix il est le seul à gagner avec une Yamaha TZ, tous les autres Grands Prix de la saison seront gagnés par des Kawasaki. En 350 cm3 il signe une très belle 2e place sur le circuit allemand d'Hockenheim juste derrière Anton Mang et devant Thierry Espié.
En 1982 il court toujours sur les motos d'Alain, et cette année les Chevalliers sont aux couleurs du sponsor Johnson. Il court uniquement en 350 et les Chevallier sont toujours très performantes, Alain est un excellent préparateur qui arrive à faire des miracles avec très peu de moyens, il n'y avait pas une Yamaha qui marchait mieux que la Chevallier. Allié avec un pilote talentueux comme Éric, ils pouvaient tirer ensemble tout le potentiel de la machine. Une 4e place en Argentine pour le premier grand prix de la saison et c'est la consécration dès le 2e Grand Prix. Nous sommes le 2 mai 1982 sur le Salzburgring en Autriche. Éric se qualifie en 7e position mais après quelques tours il ne fait pas partie du groupe de tête. Avec intelligence et régularité il va réussir un magnifique Grand Prix en rattrapant les leaders jusqu’à les passer pour obtenir sa 2e victoire en Grand Prix. Il est sur le podium entouré d'Anton Mang et de Patrick Fernandez.
Le reste de la saison est très bon puisqu'il finit toujours dans le top 10 et se retrouve en 4e place au classement du championnat du monde. Malgré tous ces bons résultats, pendant l'hiver 1982/1983, Éric se trouve un sponsor au dernier moment mais malheureusement toutes les motos d'Alain sont prises, il n'a plus de moto à lui proposer. Pire, le conseil général du 93 lui alloue une subvention qu'il touchera une semaine avant le 1er GP au Mans mais il est trop tard, il est obligé de quitter l’écurie Chevallier.
En 1983 Éric est décidé de continuer à courir, mais avec son budget très limité il se voit contraint d’acheter une Yamaha TZ non préparée et c'est la descente aux enfers immédiate face à toutes les autres machines qui ont évolué au fil des Grand Prix. Cette année-là les kits arrivent sur les motos compétition-client. Le kit coûte deux fois le prix de la moto, impossible pour lui d'en acheter, il lui manque en accélération et au moins 15 km/h en pointe. Au Mans il fait les 3 séances d'essai sur le sec mais ça ne va pas, la moto n'est pas dans le coup, elle est trop lente. Sur piste mouillée il arrive malgré tout à faire la pole mais n'arrive pas à se qualifier. Une seule course terminée au Grand Prix d’Angleterre à Silverstone avec une 29e place.
En 1984 la Paton est de retour en GP avec une 4 cylindres en ligne 2-temps pilotée par Éric.
Aujourd'hui il organise des compétitions de motos d'époque avec son association l'ICGP (International Classic Grand Prix).

## Palmarès
Coupe Kawasaki
| Pos | Nom               | Points | 6 Res | Lem  | Dij | Cha  | Mag | Lem  | Mry | Léd | Kar  |
| --- | ----------------- | ------ | ----- | ---- | --- | ---- | --- | ---- | --- | --- | ---- |
| 1   | Saul, Éric        | 81     | 79    | 15+3 | 8   | 12   | 1   | 1    | 15  | 8   | 15+3 |
| 2   | Boulom, Denis     | 72     | 71    | dsq  | 15  | 15+3 | 15  | 10   | 1   | 1   | 12   |
| 3   | Sarron, Christian | 62     | 61    | -    | 1   | 8    | 10  | 15+3 | 1+3 | 15  | 6    |

Grands Prix moto
| Classement au Championnat du monde | Année | Cylindrée (cm3) | Résultats                                                  |
| ---------------------------------- | ----- | --------------- | ---------------------------------------------------------- |
| 21                                 | 1977  | 250             | GB 3 - FRA 11                                              |
| 20                                 | 1978  | 350             | VE 7                                                       |
| 18                                 | 1979  | 250             | VE 6 - GER 14 - YOU 9 - NE 12 - ENG 12 - F 7               |
| 16                                 | 1979  | 350             | VE 7 - CS 5                                                |
| 9                                  | 1980  | 250             | I 5 - SPA 12 - FRA 5 - NL 2                                |
| 6                                  | 1980  | 350             | I 7 - FRA 3 - GB 3 - TCH 11                                |
| 13                                 | 1981  | 250             | AR 7 - I 1 - SPA 20                                        |
| 9                                  | 1981  | 350             | GER 2 - I 5                                                |
| 4                                  | 1982  | 350             | AR 4 - AUT 1 - I 6 - NL 7 - ANG 17 - FIN 7 - TCH 5 - GER 3 |
| x                                  | 1983  | 250             | ENG 29                                                     |
| x                                  | 1984  | 500             | FRA x                                                      |
| x                                  | 1985  | 250             | FRA x                                                      |
| x                                  | 1986  | 125             | FRA x                                                      |

Eric Saul détient aussi le record absolu à moto de l'autodrome de Linas-Montlhéry.

## Statistiques
- Statistiques de la carrière d'Éric Saul sur MotoGP.com

## Vidéos externes
- La saison des Grands Prix moto 1982 1983 avec Éric Saul
- Camera embarquée avec Éric Saul sur le circuit de Hengelo